# Sweet Child o' Mine
"Sweet Child o' Mine" là một bài hát của ban nhạc rock người Mỹ Guns N' Roses trích từ album đầu tay của nhóm mang tên Appetite for Destruction. Đây là đĩa đơn thứ 3 trong album đó và được phát hành vào tháng 8 năm 1988, sau đó giành ngôi quán quân trên Billboard Hot 100, trở thành bài hit quán quân duy nhất của ban nhạc tại Mỹ. Billboard đã xếp ca khúc là bài hát hay thứ 5 trong năm 1988. Khi được tái phát hành vào năm 1989, "Sweet Child o' Mine" đã giành vị trí số 6 trên UK Singles Chart.

## Hoàn cảnh ra đời và sáng tác
Duff McKagan chia sẻ về ca khúc vào năm 1988
Slash được cho là có thái độ coi thường ca khúc lúc ban đầu vì nguồn gốc của bài hát chỉ đơn giản đến từ một bài tập "chạy ngón trên dây đàn" và một trò đùa lúc bấy giờ. Trong một buổi tập dượt của ban nhạc tại Sunset Strip, tay trống Steven Adler và Slash đang khởi động thì Slash bắt đầu chơi một giai điệu kiểu "xiếc" và làm mặt giỡn với Adler. Tay guitar Izzy Stradlin nghe xong liền đề nghị Slash chơi lại đoạn nhạc đó lần nữa rồi Stradlin nảy ra trong đầu một vài hợp âm, Duff McKagan thì chế câu bass còn Adler nhẩm nhịp cho bài hát. Trong cuốn tự truyện của mình, Slash bộc bạch "trong vòng một giờ đồng hồ, bài tập guitar của tôi đã biến thành một thứ gì khác". Giọng ca chính Axl Rose đang ngồi nghe các nhạc công chơi ở lầu trên tại phòng riêng thì có cảm hứng viết lời, kế đó anh đã hoàn thành phần ca từ vào buổi trưa ngày hôm sau. Axl sáng tác dựa trên quan hệ với cô bạn gái Erin Everly và tuyên bố lấy Lynyrd Skynyrd làm nguồn cảm hứng "để đảm bảo rằng chúng tôi có được cái cảm giác chân thành ấy". Trong buổi tập tiếp theo tại Burbank, ban nhạc đã bổ sung thêm một khúc bridge và một khúc guitar solo.
Khi Guns N' Roses thu mấy đĩa demo với Spencer Proffer, nhà sản xuất này đề xuất rằng nên bổ sung thêm một khúc breakdown ở phần kết của bài hát. Các thành viên của ban liền tán thành nhưng không biết phải thực hiện ra sao. Trong lúc nghe đi nghe lại đĩa demo, Rose bất chợt bắt đầu tự nói với mình "Where do we go? Where do we go now?" và Proffer đề nghị anh hát hai câu đó.

## Video âm nhạc
Video âm nhạc của "Sweet Child o' Mine" miêu tả cảnh ban nhạc đang tập luyện tại phòng trà của Mendiola tại Huntington Park, vây quanh họ là những người thuộc tổ ê-kíp hỗ trợ ban. Tất cả các cô bạn gái của từng thành viên trong ban đều có mặt trong MV: bạn gái Rose là Erin Everly (con gái Don Everly của nhóm The Everly Brothers); bạn gái McKagan là Mandy Brix (cô nguyên là thành viên của ban nhạc rock toàn nữ Lame Flames); bạn gái Stradlin là Angela Nicoletti; bạn gái Adler là Cheryl Swiderski; và bạn gái Slash là Sally McLaughlin. MV rất thịnh hành trên MTV và làm bệ phóng giúp ca khúc gặt hái thành công trên thị trường phát thanh.
Để làm "Sweet Child o' Mine" dễ tiếp cận hơn với MTV và các đài phát thanh, thời lượng bài hát đã bị cắt từ 5:56 (5 phút 56 giây) xuống 4:13 (4 phút 13 giây) dành cho bản dựng radio edit/remix, trong đó nhiều đoạn guitar của Slash đã bị xóa. Chuyện này đã làm cho ban nhạc phẫn nộ, nổi bật là Rose khi anh bình luận trong buổi phỏng vấn với Rolling Stone vào năm 1989: "Tôi ghét bản dựng của 'Sweet Child O' Mine.', và các đài phát thanh phản hồi thế này: 'Chà, mà giọng hát của anh có bị cắt đâu.' Phần yêu thích nhất của tôi trong bài hát là khúc solo chậm rãi của Slash, với tôi thì đây là phần hay nhất. Chẳng có lý do nào để bỏ lỡ khúc đó trừ phi muốn dành chỗ để quảng cáo, vì thế chủ sở hữu các đài phát thanh có thể kiếm thêm [nhiều] đồng đô la quảng cáo..."
"Sweet Child o' Mine" còn có một phiên bản MV khác được ghi hình cùng chỗ như MV kia, nhưng với các góc máy khác và ghi bằng tông màu đen và trắng. Tính đến tháng 7 năm 2020, MV của ca khúc đã vượt mốc 1,1 tỉ lượt xem trên YouTube.

## Đón nhận
"Sweet Child o' Mine" xếp thứ 37 trong danh sách "những khúc guitar solo hay nhất" của tạp chí Guitar World. Bài hát lần lượt đứng thứ 3 trong danh sách "500 bài hát hay nhất kể từ khi bạn chào đời" của tạp chí Blender và thứ 198 trong danh sách 500 bài hát xuất sắc nhất của Rolling Stone. Vào tháng 3 năm 2005, tạp chí Q xếp "Sweet Child o' Mine" trong danh sách "100 bài hát bằng guitar xuất sắc nhát". Trong một cuộc bầu chọn do tạp chí Total Guitar tiến hành vào năm 2004, khúc riff dạo đầu trứ danh của bài hát được bầu chọn ở vị trí quán quân trong số những khúc riff hay nhất mọi thời đại bởi độc giả của ấn phẩm. Ngoài ra, bài hát còn góp mặt trong "40 ca khúc hay nhất làm thay đổi thế giới" của Rolling Stone, bên cạnh đó cũng nắm giữ hạng 7 trong "100 ca khúc hay nhất thập kỷ 80" của VH1 và xếp thứ 210 trong danh sách Songs of the Century của RIAA.
Tính đến tháng 6 năm 2019, "Sweet Child o' Mine" xếp thứ 76 trong số những bài hát hay nhất mọi thời đại cũng như là ca khúc hay nhất năm 1987 theo đánh giá từ Acclaimed Music. Tạp chí Kerrang! thì liệt ca khúc ở hạng 8 trong số những bài hát hay nhất của GNR. "Sweet Child o' Mine" đã tiêu thụ 2.609.000 bản kĩ thuật số tại Mỹ tính đến tháng 3 năm 2012. Slash chia sẻ vào năm 1990: "[Bài hát] đã biến thành một bài hit lớn và giờ nó làm tôi phát ớn".

## Tranh cãi về Australian Crawl
Năm 2015, một trang web của kênh truyền hình Úc MAX đã xuất bản một bài viết của cây viết chuyên về âm nhạc Nathan Jolly cho rằng có những điểm tương đồng giữa "Sweet Child o' Mine" và bài hát "Unpublished Critics" (1981) của ban nhạc người Úc Australian Crawl. Bài viết nhắc đến tên của cả hai ca khúc và mời độc giả so sánh hai bài hát với nhau. Bài viết còn trích lại một bình luận của một độc giả từ một bài đăng cũ, lúc đầu đã thu hút nhiều người chú ý về những điểm tương đồng giữa hai ca khúc. Tính đến tháng 5 năm 2015, bình luận này không còn xuất hiện trên bài đăng cũ kia nữa. Mặc dù vậy, câu chuyện đã lan truyền nhanh chóng, dấy lên những bình luận trên cả bài viết của MAX và nhận định rằng "Unpublished Critics" có ảnh hưởng đến "Sweet Child o' Mine", bao gồm cả Duff McKagan – cây bass của Guns N' Roses khi "Sweet Child o' Mine" được thu âm và sáng tác. McKagan đã nhận thấy những điểm tương đồng giữa hai ca khúc, nhưng cho hay anh chưa từng nghe "Unpublished Critics" trước đây.

## Định dạng và danh sách bài hát
Tất cả các ca khúc được viết bởi Guns N' Roses, ngoại lệ được ghi chú bên.
| Đĩa than 7" tại Mỹ (927 794-7) | Đĩa than 7" tại Mỹ (927 794-7)     | Đĩa than 7" tại Mỹ (927 794-7) |
| STT                            | Nhan đề                            | Thời lượng                     |
| ------------------------------ | ---------------------------------- | ------------------------------ |
| 1.                             | "Sweet Child o' Mine" (Remix/Edit) | 3:57                           |
| 2.                             | "Out Ta Get Me" (Ấn bản album)     | 4:20                           |
| Tổng thời lượng:               | Tổng thời lượng:                   | 8:17                           |

| Đĩa than 7" tại Anh (GEF 43) | Đĩa than 7" tại Anh (GEF 43)       | Đĩa than 7" tại Anh (GEF 43) |
| STT                          | Nhan đề                            | Thời lượng                   |
| ---------------------------- | ---------------------------------- | ---------------------------- |
| 1.                           | "Sweet Child o' Mine" (Remix/Edit) | 3:57                         |
| 2.                           | "Out Ta Get Me" (Ấn bản album)     | 4:20                         |
| Tổng thời lượng:             | Tổng thời lượng:                   | 8:17                         |

| Đĩa than 10" tại Anh (GEF 43TE), đĩa than 12" (GEF 43T), đĩa than 12" Metallic Sleeve(GEF 43TV) | Đĩa than 10" tại Anh (GEF 43TE), đĩa than 12" (GEF 43T), đĩa than 12" Metallic Sleeve(GEF 43TV) | Đĩa than 10" tại Anh (GEF 43TE), đĩa than 12" (GEF 43T), đĩa than 12" Metallic Sleeve(GEF 43TV) |
| STT                                                                                             | Nhan đề                                                                                         | Thời lượng                                                                                      |
| ----------------------------------------------------------------------------------------------- | ----------------------------------------------------------------------------------------------- | ----------------------------------------------------------------------------------------------- |
| 1.                                                                                              | "Sweet Child o' Mine" (Ấn bản album)                                                            | 5:55                                                                                            |
| 2.                                                                                              | "Out Ta Get Me" (Ấn bản album)                                                                  | 4:20                                                                                            |
| 3.                                                                                              | "Rocket Queen" (Ấn bản album)                                                                   |                                                                                                 |

| Đĩa than tái bản 7" (GEF 55) | Đĩa than tái bản 7" (GEF 55)       | Đĩa than tái bản 7" (GEF 55) |
| STT                          | Nhan đề                            | Thời lượng                   |
| ---------------------------- | ---------------------------------- | ---------------------------- |
| 1.                           | "Sweet Child o' Mine" (Remix/Edit) | 3:57                         |
| 2.                           | "Out Ta Get Me" (Ấn bản album)     | 4:20                         |
| Tổng thời lượng:             | Tổng thời lượng:                   | 8:17                         |

| Đĩa than 12" tại Anh (GEF 55T), 3" CD (GEF 55CD) | Đĩa than 12" tại Anh (GEF 55T), 3" CD (GEF 55CD)  | Đĩa than 12" tại Anh (GEF 55T), 3" CD (GEF 55CD) | Đĩa than 12" tại Anh (GEF 55T), 3" CD (GEF 55CD) |
| STT                                              | Nhan đề                                           | Sáng tác                                         | Thời lượng                                       |
| ------------------------------------------------ | ------------------------------------------------- | ------------------------------------------------ | ------------------------------------------------ |
| 1.                                               | "Sweet Child o' Mine" (Ấn bản album)              |                                                  | 5:55                                             |
| 2.                                               | "Move to the City" (Ấn bản album)                 | Guns N' Roses, Del James, Chris Weber            |                                                  |
| 3.                                               | "Whole Lotta Rosie" (Hát lại trực tiếp bởi AC/DC) | Angus Young, Malcolm Young, Bon Scott            |                                                  |
| 4.                                               | "It's So Easy" (Trực tiếp)                        | Guns N' Roses, West Arkeen                       |                                                  |

## Đội ngũ thực hiện
- Axl Rose – hát chính.
- Izzy Stradlin – rhythm guitar, hát bè.
- Slash – lead guitar, guitar acoustic.
- Duff McKagan – bass, hát bè.
- Steven Adler – trống.

## Xếp hạng và chứng chỉ
| Bảng xếp hạng (1988-2014)               | Vị trí cao nhất |
| --------------------------------------- | --------------- |
| Áo (Ö3 Austria Top 40)                  | 11              |
| Bỉ (Ultratop 50 Flanders)               | 36              |
| Canada (RPM Top 100 Singles)            | 7               |
| Ireland (IRMA)                          | 4               |
| New Zealand (Recorded Music NZ)         | 5               |
| Hà Lan (Single Top 100)                 | 20              |
| Tây Ban Nha (PROMUSICAE)                | 30              |
| Thụy Điển (Sverigetopplistan)           | 27              |
| Thụy Sĩ (Schweizer Hitparade)           | 15              |
| UK Singles Chart                        | 6               |
| US Billboard Hot 100                    | 1               |
| US Billboard Hot Mainstream Rock Tracks | 6               |
| UK Rock Chart                           | 1               |

| Quốc gia                                                                           | Chứng nhận              | Số đơn vị/doanh số chứng nhận |
| ---------------------------------------------------------------------------------- | ----------------------- | ----------------------------- |
| Ý (FIMI)                                                                           | Bạch kim                | 30.000*                       |
| Anh Quốc (BPI)                                                                     | Vàng                    | 500.000^                      |
| Hoa Kỳ (RIAA)                                                                      | Vàng+Vàng+Bạch kim (MT) | 4.126.000                     |
| * Chứng nhận dựa theo doanh số tiêu thụ. ^ Chứng nhận dựa theo doanh số nhập hàng. |                         |                               |

## Bản của Sheryl Crow
"Sweet Child o' Mine" được nữ ca sĩ Sheryl Crow tái thể hiện trong soundtrack của bộ phim Big Daddy, đồng thời được phát hành làm bài tặng kèm trong album phòng thu thứ 3 của cô, The Globe Sessions. Bản nhạc do Crow và Rick Rubin chịu trách nhiệm sản xuất. Một video âm nhạc cho ca khúc cũng được phát hành với Stéphane Sednaoui làm đạo diễn. Crow đã thể hiện bài hát trực tiếp tại nhạc hội Woodstock '99.
Ultimate Classic Rock đã liệt bản của Sheryl Crow trong sê-ri "10 bản hát lại classic rock tệ hại", còn độc giả của Rolling Stone thì liệt ca khúc là bản hát lại tệ thứ 4 mọi thời đại. Dù bị chỉ trích như vậy, ca khúc vẫn gặt hái những thành công nhất định tại các thị trường Canada, Iceland, Ireland và Anh Quốc, thậm chí đem về cho Crow một giải Grammy cho Trình diễn giọng rock nữ xuất sắc nhất.

### Xếp hạng
| Xếp hạng (1999)                      | Vị trí cao nhất |
| ------------------------------------ | --------------- |
| Úc (ARIA)                            | 60              |
| Bỉ (Ultratip Flanders)               | 9               |
| Canada Top Singles (RPM)             | 42              |
| Canada Rock/Alternative (RPM)        | 26              |
| Châu Âu (Eurochart Hot 100)          | 79              |
| Iceland (Íslenski Listinn Topp 40)   | 11              |
| Ireland (IRMA)                       | 26              |
| Hà Lan (Single Top 100)              | 95              |
| Scotland (OCC)                       | 24              |
| Anh Quốc (OCC)                       | 30              |
| Hoa Kỳ Adult Pop Airplay (Billboard) | 29              |